# Ancylotrypa
Ancylotrypa Simon, 1889 è un genere di ragni appartenente alla famiglia Cyrtaucheniidae.

## Distribuzione
Le quarantaquattro specie oggi note di questo genere sono state rinvenute nell'Africa subsahariana: ventinove di esse nel territorio della Repubblica Sudafricana.

## Tassonomia
Questo genere è stato trasferito dalla famiglia Ctenizidae Thorell, 1887, e considerato un sinonimo anteriore di Pelmatorichter Pocock, 1902, Clitotrema Simon, 1904 e di Stasimopella Roewer, 1953, a seguito di un lavoro sugli esemplari della specie tipo Stasimopella kateka Roewer, 1953, da parte dell'aracnologo Raven (1985a).
Dal 2002 non vengono rinvenuti esemplari di questo genere.
Attualmente, a giugno 2012, si compone di 44 specie:
1. Ancylotrypa angulata Roewer, 1953 — Congo
2. Ancylotrypa atra Strand, 1906 — Etiopia, Kenya
3. Ancylotrypa barbertoni (Hewitt, 1913) — Sudafrica
4. Ancylotrypa bicornuta Strand, 1906 — Sudafrica
5. Ancylotrypa brevicornis (Hewitt, 1919) — Sudafrica
6. Ancylotrypa brevipalpis (Hewitt, 1916) — Sudafrica
7. Ancylotrypa brevipes (Karsch, 1879) — Africa occidentale
8. Ancylotrypa breyeri (Hewitt, 1919) — Sudafrica
9. Ancylotrypa bulcocki (Hewitt, 1916) — Sudafrica
10. Ancylotrypa coloniae (Pocock, 1902) — Sudafrica
11. Ancylotrypa cornuta Purcell, 1904 — Sudafrica
12. Ancylotrypa decorata (Lessert, 1938) — Congo
13. Ancylotrypa dentata (Purcell, 1903) — Sudafrica
14. Ancylotrypa dreyeri (Hewitt, 1915) — Sudafrica
15. Ancylotrypa elongata Purcell, 1908 — Namibia
16. Ancylotrypa fasciata Fage, 1936 — Kenya
17. Ancylotrypa flaviceps (Pocock, 1898) — Africa orientale
18. Ancylotrypa flavidofusula (Hewitt, 1915) — Sudafrica
19. Ancylotrypa fodiens (Thorell, 1899) — Camerun
20. Ancylotrypa fossor Simon, 1889[2] — Africa centrale
21. Ancylotrypa granulata (Hewitt, 1935) — Botswana
22. Ancylotrypa kankundana Roewer, 1953 — Congo
23. Ancylotrypa kateka (Roewer, 1953) — Congo
24. Ancylotrypa lateralis (Purcell, 1902) — Sudafrica
25. Ancylotrypa magnisigillata (Hewitt, 1914) — Sudafrica
26. Ancylotrypa namaquensis (Purcell, 1908) — Sudafrica
27. Ancylotrypa nigriceps (Purcell, 1902) — Sudafrica
28. Ancylotrypa nuda (Hewitt, 1916) — Sudafrica
29. Ancylotrypa nudipes (Hewitt, 1923) — Sudafrica
30. Ancylotrypa oneili (Purcell, 1902) — Sudafrica
31. Ancylotrypa pallidipes (Purcell, 1904) — Sudafrica
32. Ancylotrypa parva (Hewitt, 1916) — Sudafrica
33. Ancylotrypa pretoriae (Hewitt, 1913) — Sudafrica
34. Ancylotrypa pusilla Purcell, 1903 — Sudafrica
35. Ancylotrypa rufescens (Hewitt, 1916) — Sudafrica
36. Ancylotrypa schultzei (Purcell, 1908) — Namibia
37. Ancylotrypa sororum (Hewitt, 1916) — Sudafrica
38. Ancylotrypa spinosa Simon, 1889 — Sudafrica
39. Ancylotrypa tookei (Hewitt, 1919) — Sudafrica
40. Ancylotrypa tuckeri Roewer, 1953 — Congo
41. Ancylotrypa vryheidensis (Hewitt, 1915) — Sudafrica
42. Ancylotrypa zebra (Simon, 1892) — Sudafrica
43. Ancylotrypa zeltneri (Simon, 1904) — Etiopia
44. Ancylotrypa zuluensis (Lawrence, 1937) — Sudafrica

### Specie trasferite
- Ancylotrypa panamana Petrunkevitch, 1925; trasferita al genere Bolostromus Ausserer, 1875[1].

### Sinonimi
- Ancylotrypa crudeni (Hewitt, 1915); posta in sinonimia con A. cornuta Purcell, 1904 a seguito di un lavoro di Hewitt del 1923. (N.B.: esemplari non considerati da Roewer)[1].